# خوسيه كروز هيريرا
خوسيه كروز هيريرا (بالإسبانية: José Cruz Herrera)‏ هو رسام إسباني، ولد في 1 أكتوبر 1890 في لا يينا دي لا كونسيبسيون في إسبانيا، وتوفي في 11 أغسطس 1972 في الدار البيضاء في المغرب.